# Гладков, Игорь Евгеньевич
Игорь Евгеньевич Гладков (род. 30 июля 1954, Шахтёрск, Сталинская область) — российский политический деятель. Член Совета Федерации Федерального Собрания Российской Федерации от Ивановской области.

## Биография
После окончания Ивановского государственного университета работал адвокатом, народным судьей, председателем Советского районного суда г. Иванова.
С 1991 г. — член коллегии по уголовным делам Ивановского областного суда.
В 1993 г. избран депутатом Совета Федерации ФС РФ, был членом Комитета по вопросам обороны и безопасности, с 1996 г. — экспертом-консультантом Комитета по вопросам обороны и безопасности.
В 1996 г. назначен Председателем Арбитражного суда Ивановской области.
С 2007 г. — заместитель, первый заместитель председателя правительства Ивановской области, руководитель аппарата правительства Ивановской области.
В 2009—2012 гг. — первый заместитель председателя правительства Ивановской области по вопросам законности, безопасности и правопорядка.
С 2014 г. — председатель Девятого арбитражного апелляционного суда.
Первый квалификационный класс судьи.

### Совет Федерации
В 1993 г. избран депутатом Совета Федерации ФС РФ, был членом Комитета по вопросам обороны и безопасности, с 1996 г. — экспертом-консультантом Комитета по вопросам обороны и безопасности.